# Cleistanthus beccarianus
Cleistanthus beccarianus är en emblikaväxtart som beskrevs av Eugene Jablonszky. Cleistanthus beccarianus ingår i släktet Cleistanthus och familjen emblikaväxter. Inga underarter finns listade i Catalogue of Life.